# Episodi di T.J. Hooker (prima stagione)
La prima stagione della serie televisiva T.J. Hooker, composta da soli 5 episodi, è stata trasmessa negli Stati Uniti sul canale ABC dal 13 marzo al 10 aprile 1982.
Invece in Italia viene trasmessa su Canale 5 dal 23 settembre al 6 ottobre 1983.
| nº | Titolo originale    | Titolo italiano                      | Prima TV USA   | Prima TV Italia   |
| -- | ------------------- | ------------------------------------ | -------------- | ----------------- |
| 1  | The Protectors      | Episodio pilota                      | 13 marzo 1982  | 23 settembre 1983 |
| 2  | The Streets         | Il Rapinatore solitario              | 20 marzo 1982  | 27 settembre 1983 |
| 3  | God Bless the Child | Ringrazia Dio che sono un poliziotto | 27 marzo 1982  | 29 settembre 1983 |
| 4  | Hooker's War        | Contrabbando d'armi                  | 3 aprile 1982  | 4 ottobre 1983    |
| 5  | The Witness         | La testimone                         | 10 aprile 1982 | 6 ottobre 1983    |

## Episodio pilota
- Titolo originale: The Protectors
- Diretto da: Cliff Bole
- Scritto da: Rick Husky

### Trama
Il sergente Thomas Jefferson "T.J." Hooker dopo l'uccisione del suo partner, decide di dare le sue dimissioni come detective e di cominciare ad allenare le nuove reclute. L'agente insegnerà loro come reagire nel caso di un furto o di un omicidio, e di non farsi mai prendere dal panico.

## Il rapinatore solitario
- Titolo originale: The Streets
- Diretto da: Cliff Bole
- Scritto da: Rick Husky

### Trama
Hooker e la recluta Romano devono dare la caccia ad uno psicopatico, che dopo aver sequestrato le sue vittime, generalmente donne, le aggredisce brutalmente.

## Ringrazia Dio che sono un poliziotto
- Titolo originale: God Bless the Child
- Diretto da: Harry Falk
- Scritto da: Rick Husky

### Trama
Una giovane infermiera viene trovata morta per overdose. Il sergente Hooker e l'agente Romano indagano sul passato della ragazza.

## Contrabbando d'armi
- Titolo originale: Hooker's War
- Diretto da: Charlie Picerni
- Scritto da: Leo Garen

### Trama
Hooker e Romano, durante un giro di pattugliamento, individuano un furgone sospetto ed intimano al conducente di fermarsi.

## La testimone
- Titolo originale: The Witness
- Diretto da: Cliff Bole
- Scritto da: Gerald Sanford

### Trama
Una ragazza assiste a un delitto. Hooker tenta di convincerla a testimoniare, ma deve vedersela con l'assassino che cerca in tutti i modi di impedirlo.